# 西大宮バイパス
西大宮バイパス（にしおおみやバイパス）は、国道16号の埼玉県さいたま市内におけるバイパス道路である。一部区間が高速道路並みの高規格設計の高架橋で建設され、上江橋（かみごうばし）と国道17号新大宮バイパスおよび、上尾道路の宮前ICを結ぶ。地上区間は1.83 km、高架橋区間は1.87 kmで、総距離は3.70 km。

## 概要
全線4車線の道路で、一部高架橋区間がある。西大宮バイパスは、新大宮バイパス・上尾道路の宮前ICから分岐するような形になっており、新大宮バイパスとは内回りは3車線の中央から分岐し、外回りは3車線の外側から合流する。
地上区間の中央分離帯と歩道には緑地帯が設けられている。
高架橋区間は全区間にわたって側道と防音壁が設置されており、高架下に水路（滝沼川）が流れている。また、高架橋区間は高速道路並みの高規格設計（最高速度80 km/h設計、ただし速度規制は最高速度60 km/h）で、開通当初から通行料は無料となっている。

## 建設
事業開始年度は1969年、都市計画決定は1971年12月10日で、実際に工事が始まったのは東大宮バイパスの開通後である。東大宮バイパス開通後、国道16号の大宮市内（当時）は新大宮バイパスと一部共用とされ、三橋交差点までが共用区間とされた。その先の上江橋手前、JR川越線付近までは、埼玉県の管理区間に降格された。
この区間は交通渋滞が生じていた区間であるが、渋滞を避けるため、ドライバーの中には抜け道を走る者も少なくなく、生活道路も車であふれていた。特に、新大宮バイパスの日進南交差点から西方面の市道は同区間とほぼ並行して上江橋方面へ行けるため、同じように連日渋滞が生じていた。
西大宮バイパスは、当時暫定2車線だった上江橋の増設（内回り部分の建設）とも一体で事業が進められたが、高架橋区間の建設に10年以上を要している。なお、高架橋区間は1997年春に完成した。
また、新大宮バイパスとのジャンクションとなる宮前ICの建設工事は、1995年から開始された。その当時、国道16号は川越バイパスの終点から大宮方面は2車線であったが、この区間の川越拡幅とよばれる拡張事業は1997年から開始された。上江橋の4車線化は、1997年8月20日に完成している。川越拡幅は1998年6月19日に完成、西大宮バイパスも約4カ月後の1998年10月12日に開通した。なお当日午前中は開通式、供用開始は午後からであった。開通後は国道17号との共用区間は新大宮バイパスの起点になる吉野町IC - 宮前IC間とされた。

## 路線状況

### 道路施設
- 宮前インターチェンジ（国道17号上尾道路、さいたま市西区宮前町）

### 交通規制
- 駐停車禁止（全線）

## 交通量
| 交通調査地点             | 年度   | 昼間12時間自動車類交通量 | 昼間12時間自動車類交通量 | 昼間12時間自動車類交通量 | 24時間自動車類交通量 | 24時間自動車類交通量 | 24時間自動車類交通量 |
| 交通調査地点             | 年度   | 小型車                   | 大型車                   | 合計                     | 小型車               | 大型車               | 合計                 |
| ------------------------ | ------ | ------------------------ | ------------------------ | ------------------------ | -------------------- | -------------------- | -------------------- |
| さいたま市西区指扇付近   | 2015年 | 23,895                   | 7,084                    | 30,979                   | 34,166               | 11,713               | 45,879               |
| さいたま市西区西遊馬付近 | 2015年 | 28,883                   | 8,181                    | 37,064                   | 42,485               | 13,585               | 56,070               |
| さいたま市西区宮前町付近 | 2021年 | 7,991                    | 2,463                    | 10,454                   | 11,848               | 4,269                | 16,117               |

## 地理

### 接続するバイパスの位置関係
（八王子方面）川越バイパス -  西大宮バイパス - 新大宮バイパス（柏方面）

### 交差する道路
| 交差する道路                                                  | 交差点名 | 所在地     | 所在地 |
| ------------------------------------------------------------- | -------- | ---------- | ------ |
| 国道16号 八王子 川越方面                                      |          |            |        |
| 埼玉県道2号さいたま春日部線                                   | 宝来IC   | さいたま市 | 西区   |
| 埼玉県道57号さいたま鴻巣線※側道                               |          | さいたま市 | 西区   |
| （アルディロード）                                            | 指扇     | さいたま市 | 西区   |
| 埼玉県道165号大谷本郷さいたま線                               | 宮前IC西 | さいたま市 | 西区   |
| 埼玉県道216号上野さいたま線※側道                              |          | さいたま市 | 西区   |
| 国道17号（上尾道路） 国道17号（新大宮バイパス） 池袋 戸田方面 | 宮前IC   | さいたま市 | 西区   |
| 国道16号・ 国道17号（新大宮バイパス） 熊谷 春日部方面         |          |            |        |

### 沿線の施設
| 施設                     | 所在地     | 所在地 |
| ------------------------ | ---------- | ------ |
| 埼玉栄中学校・高等学校   | さいたま市 | 西区   |
| 西区役所                 | さいたま市 | 西区   |
| JR■川越線 西大宮駅       | さいたま市 | 西区   |
| マルエツ（西大宮駅前店） | さいたま市 | 西区   |

## ギャラリー

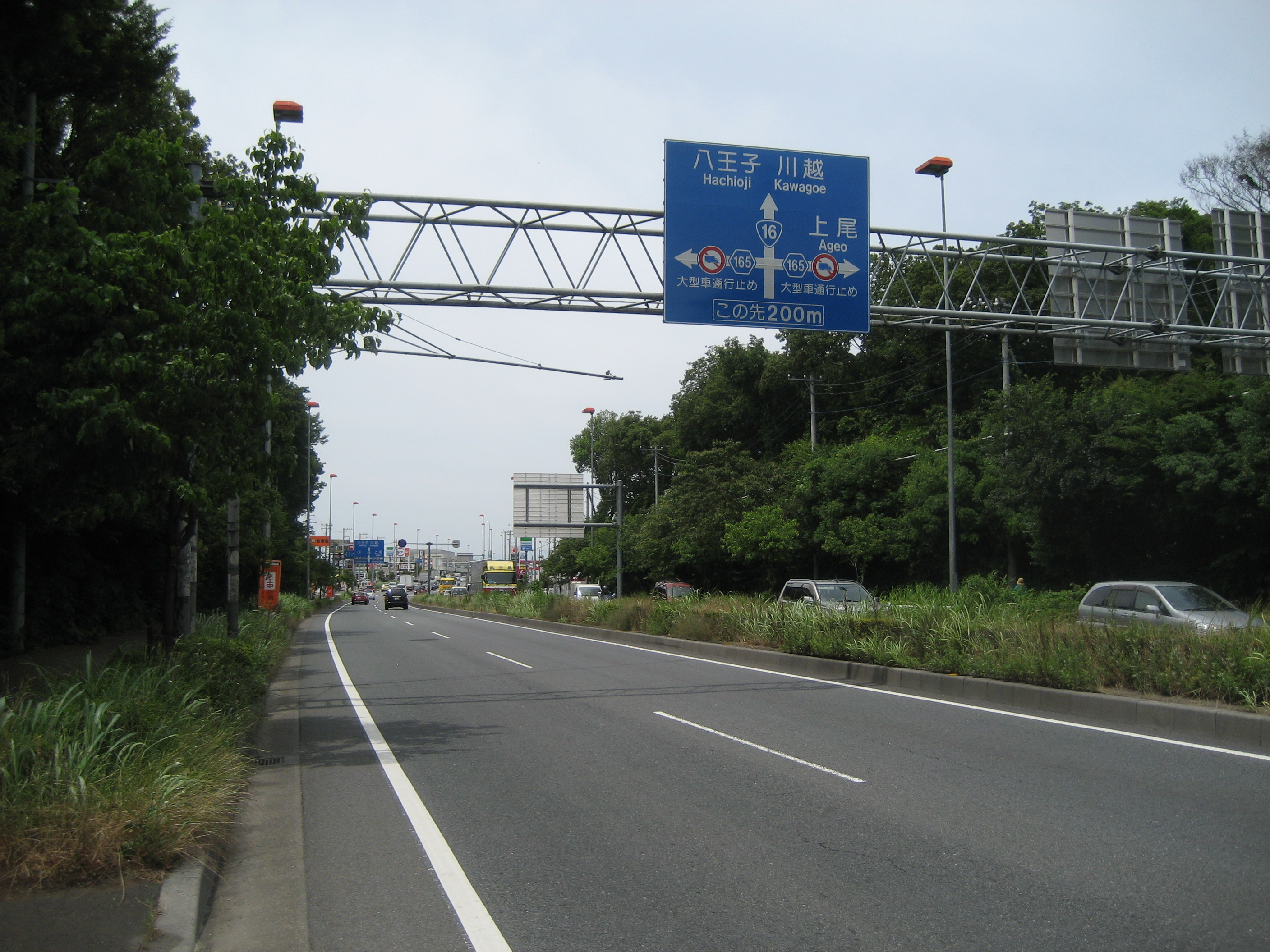
さいたま市西区 宮前町付近
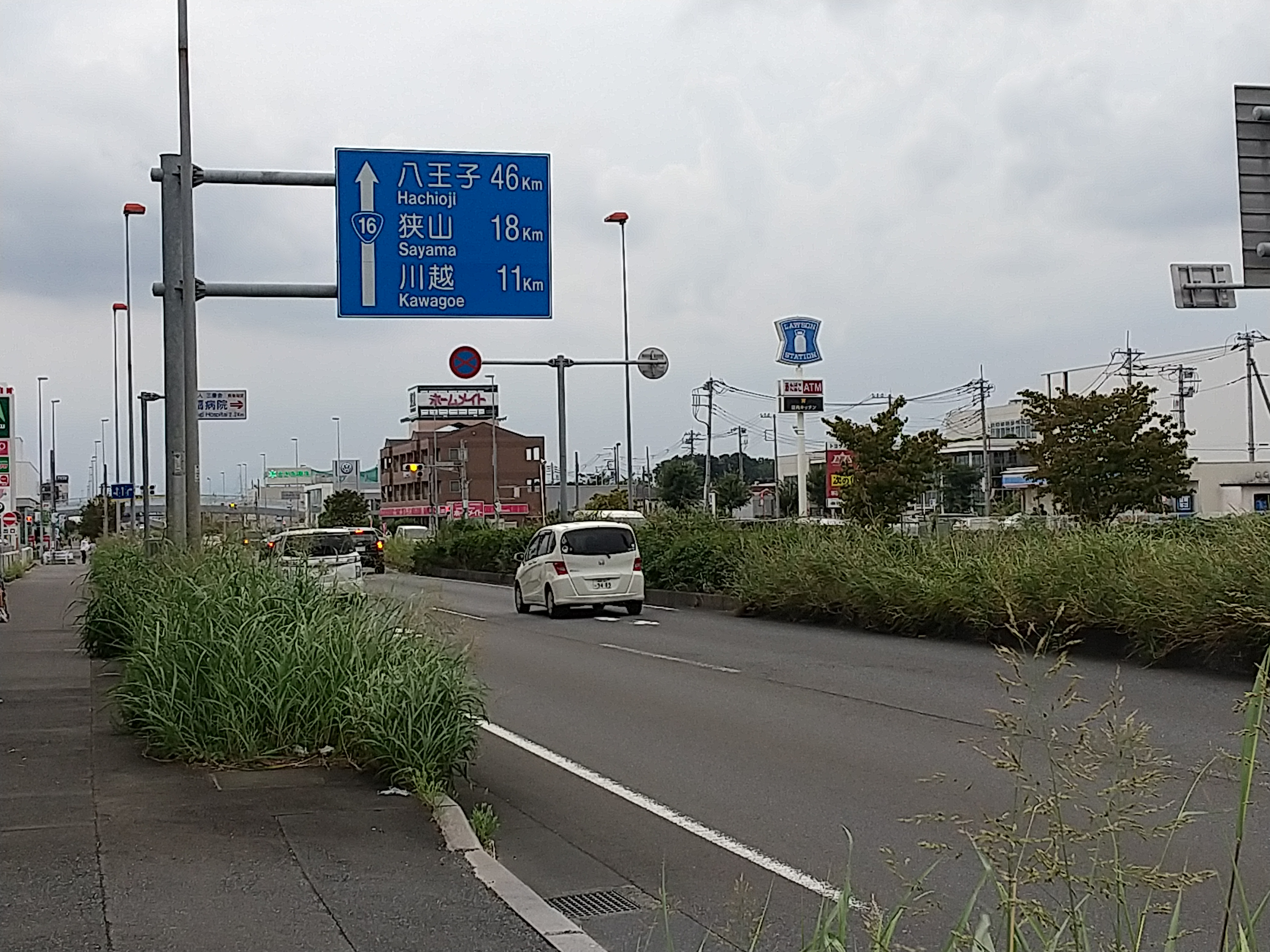
さいたま市西区 西大宮付近
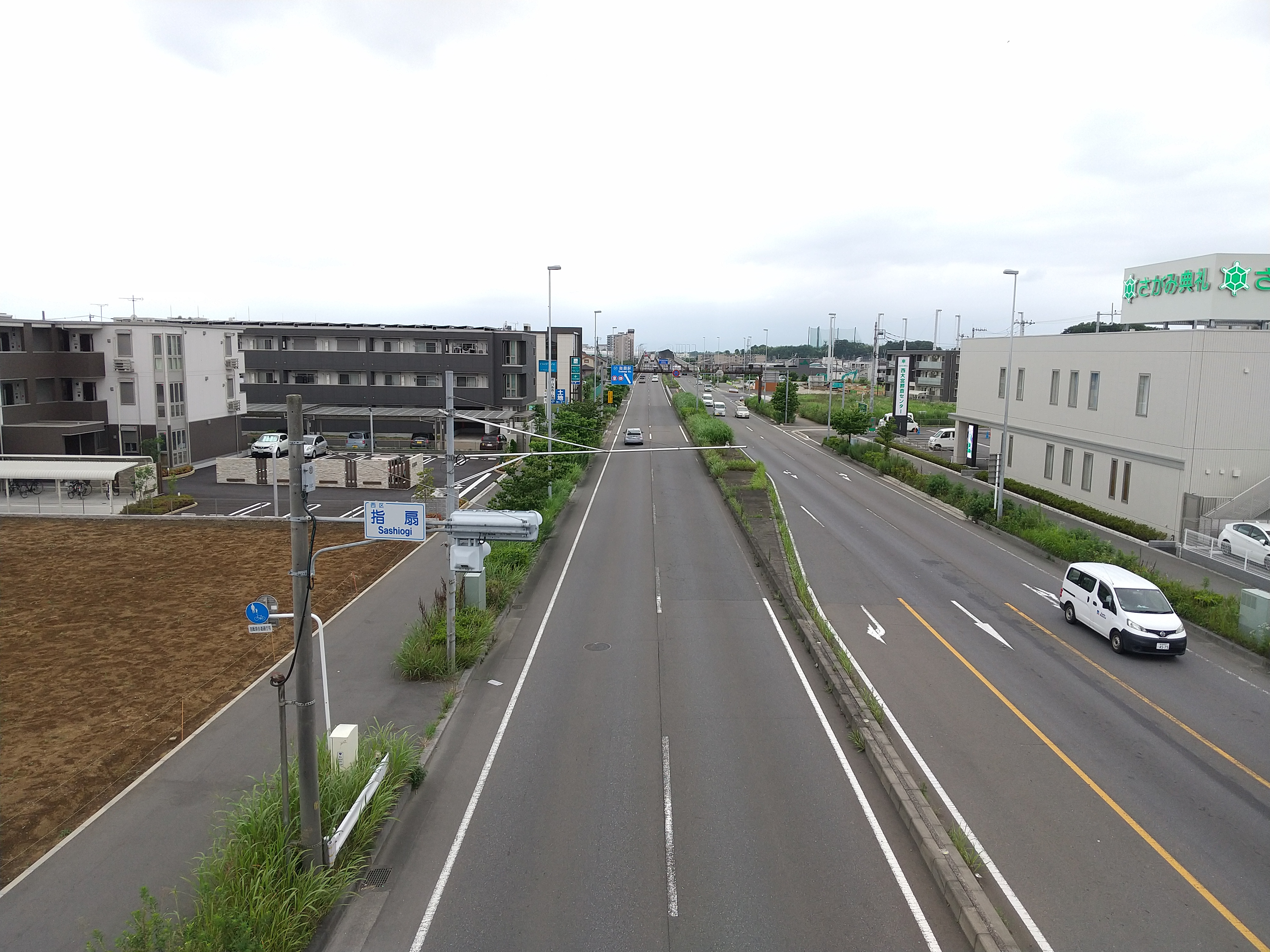
さいたま市西区 指扇交差点付近
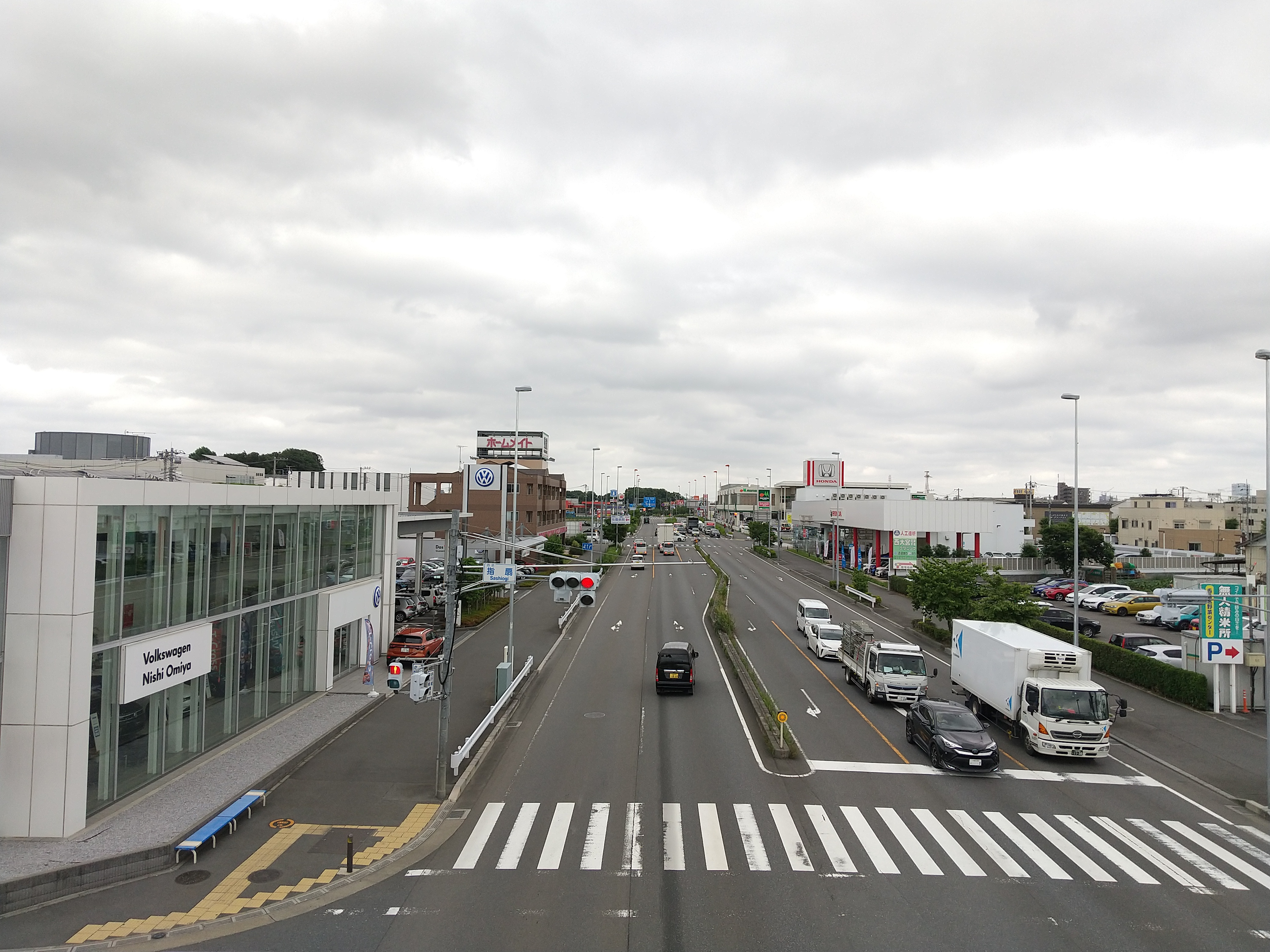
さいたま市西区 指扇交差点付近（春日部方面）
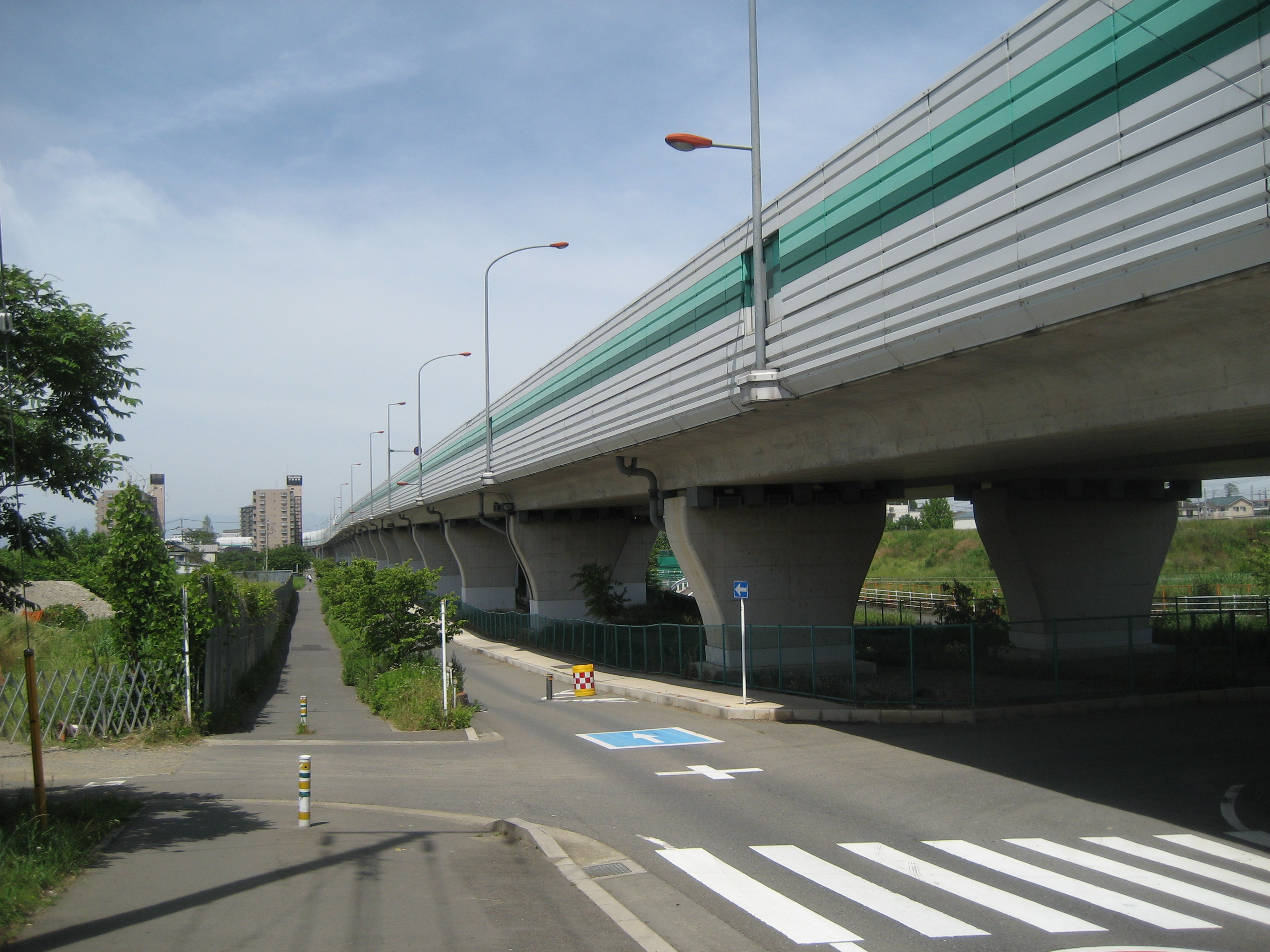
さいたま市西区 指扇付近（側道から本線高架を撮影）
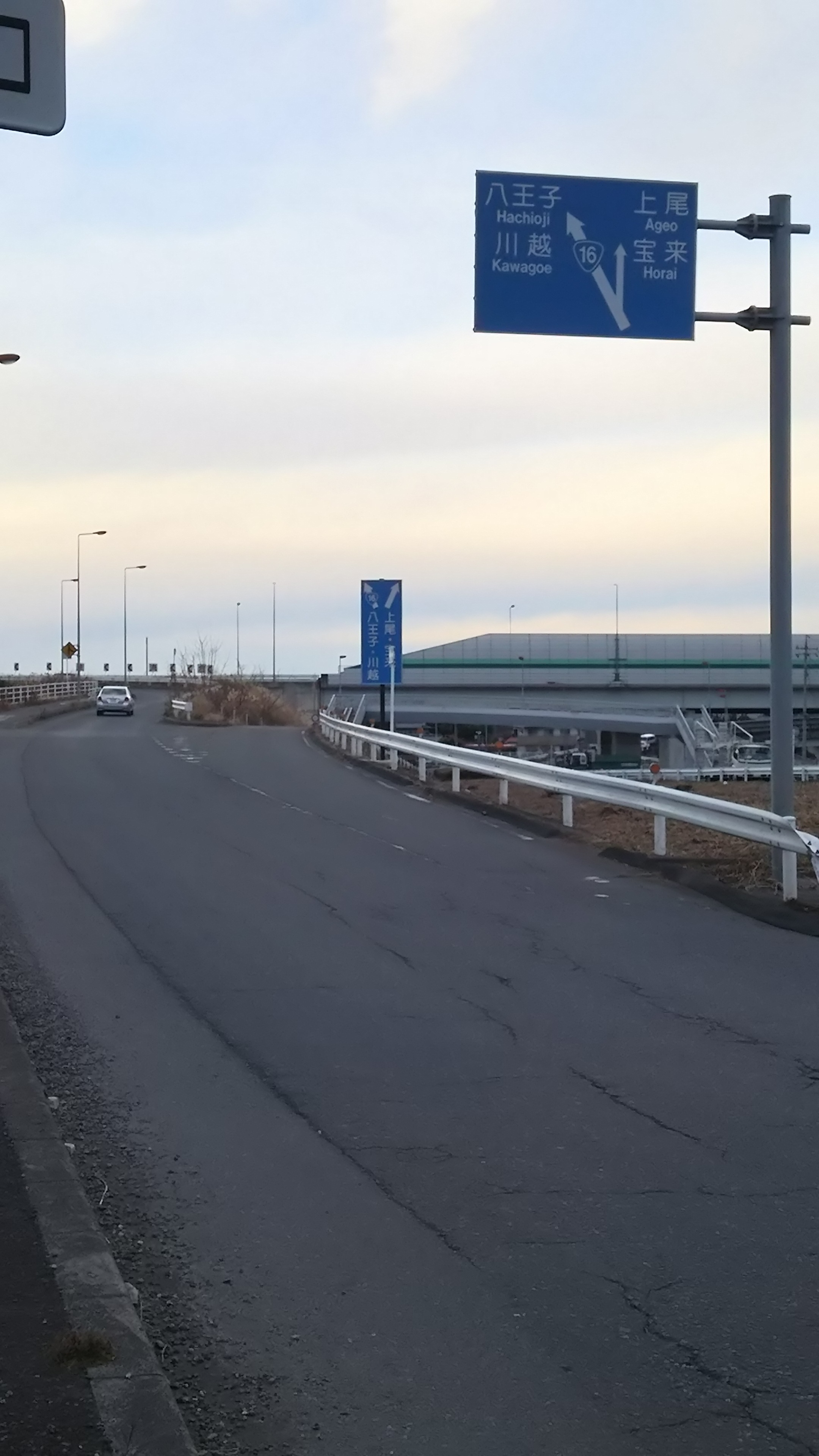
さいたま市西区 宝来付近（宝来インターチェンジ、埼玉県道2号から撮影）
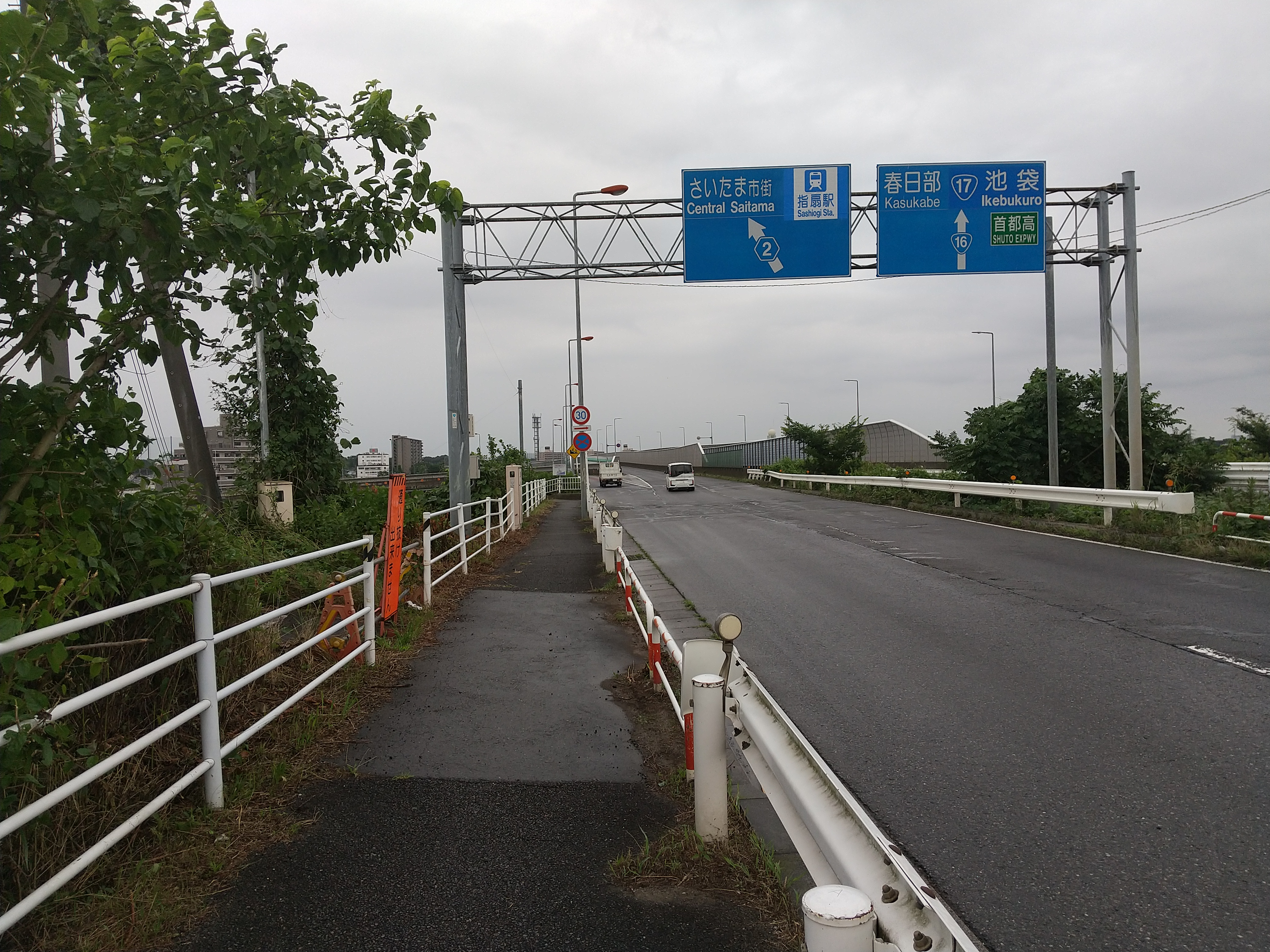
さいたま市西区 宝来付近（宝来インターチェンジ、国道16号から撮影）